# Шиповниковый черноногий пилильщик
Шиповниковый черноногий пилильщик (лат. Arge nigripes) — вид перепончатокрылых из семейства Argidae.

## Распространение
Распространён в Европе, на Кавказе, в Центральной Азии, Сибири и Монголии.

## Экология
Личинки питаются листьями шиповника майского (Rosa majalis). Личинка мухи-тахины Belida angelicae эндопаразит личинки Arge nigripes.

## Подвиды
- Arge nigripes alpina (Konow, 1884)[4]
- Arge nigripes nigripes (Retzius, 1783)[4]